# Calcio semicircolare
Il calcio semicircolare (in lingua inglese: semicircular-kick o 45° degree forty five roundhouse kick) è un calcio di Boxe pieds-poings e delle arti marziali fatto di solito le anche di faccia alla differenza del calcio circolare (roundhouse kick). Questo calcio detto "semi-circolare" è portato con il dorso del piede (calcio) o la parte del piede sotto degli alluci (caviglia piegata) o la tibia (secondo la regolamentazione). Esistono varie forme: forma "bilanciata" a partire dall'anca, forma "frustata" con la ginocchio ed una terza combinanda i due modi precedenti.

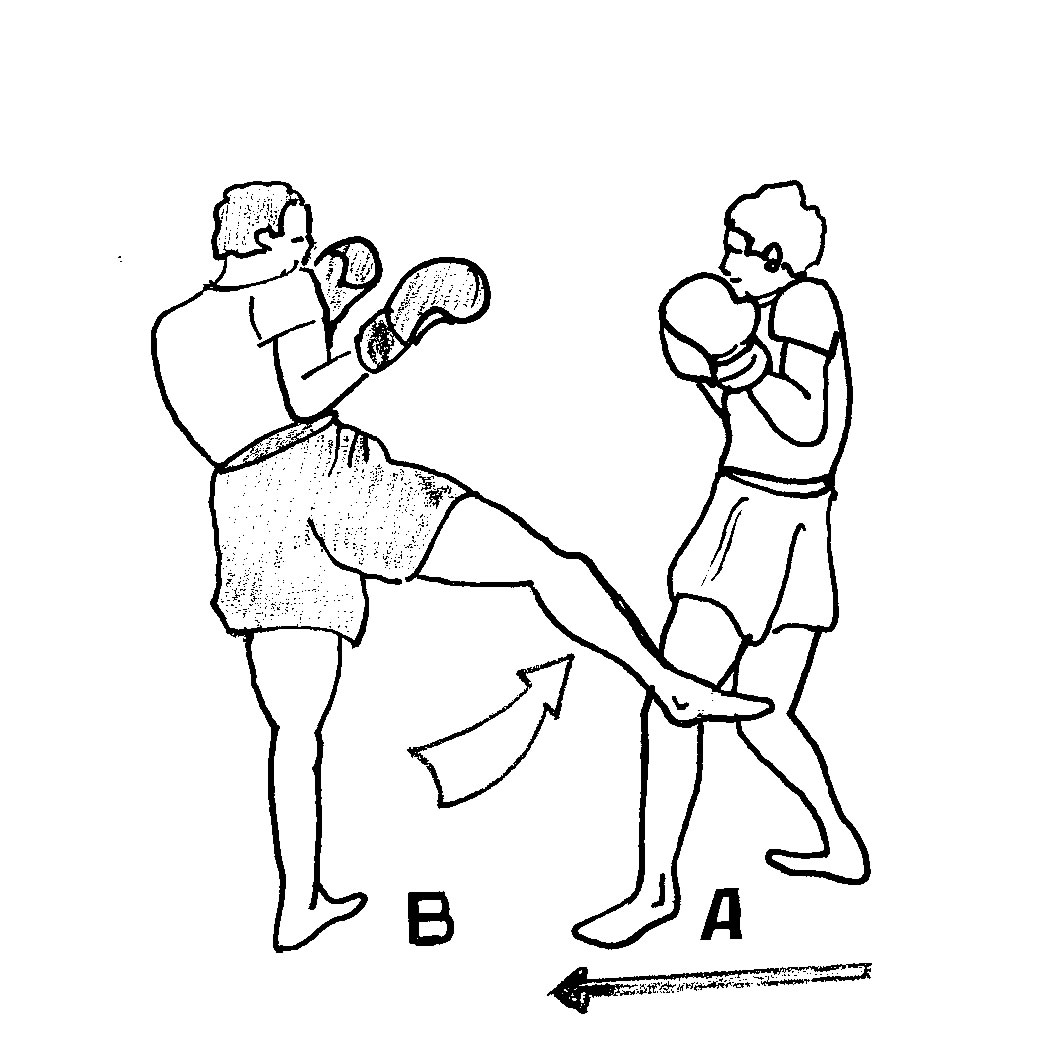
Calcio semicircolare in linea bassa all'esterno della coscia
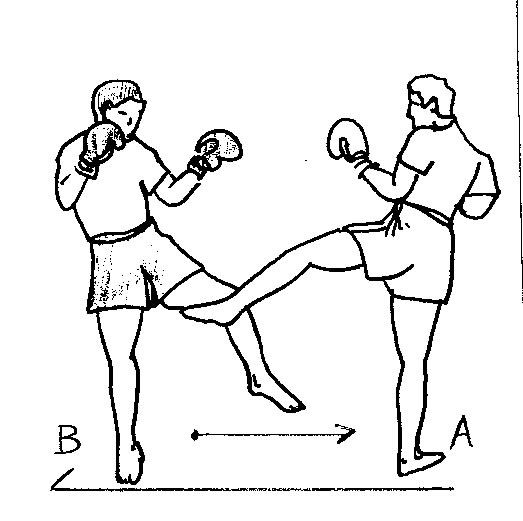
Calcio semicircolare in linea bassa all'interno della coscia
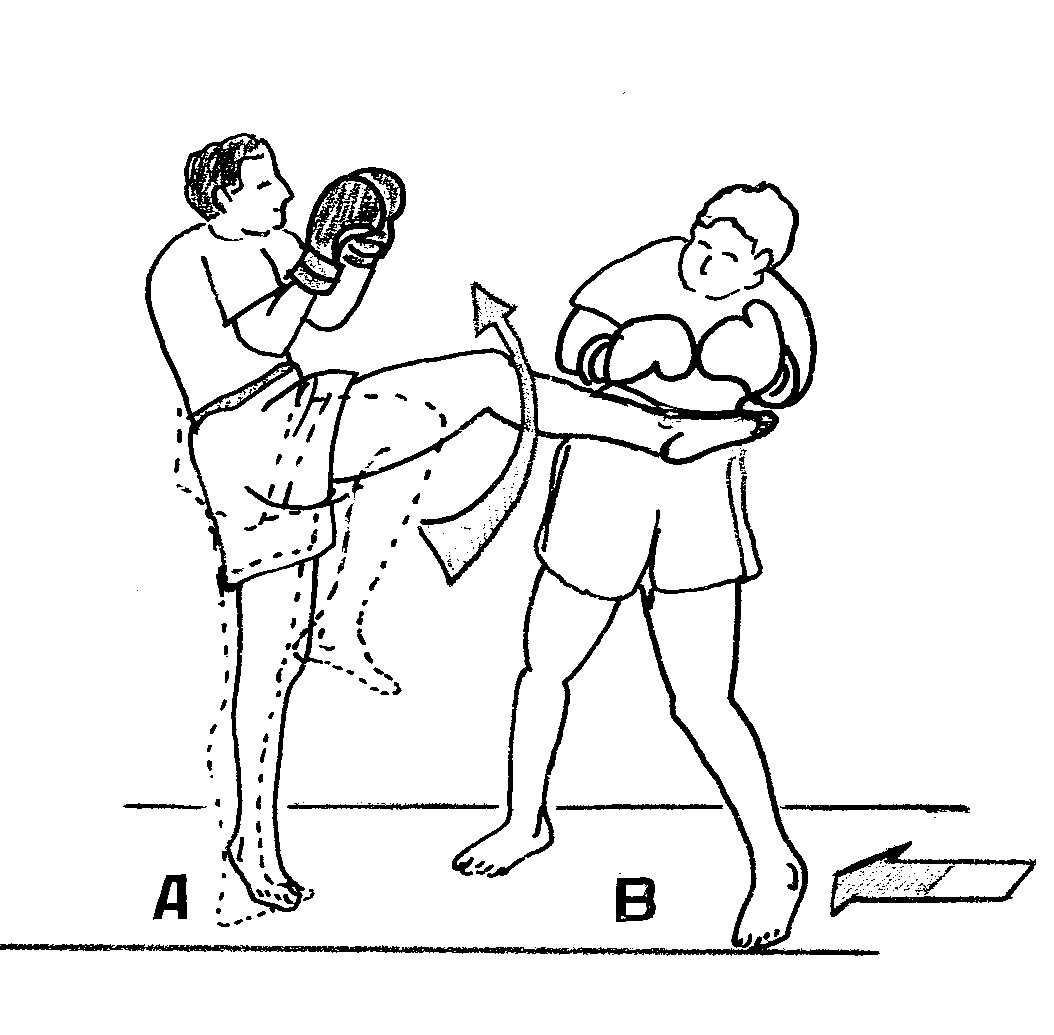
Calcio semicircolare in linea media
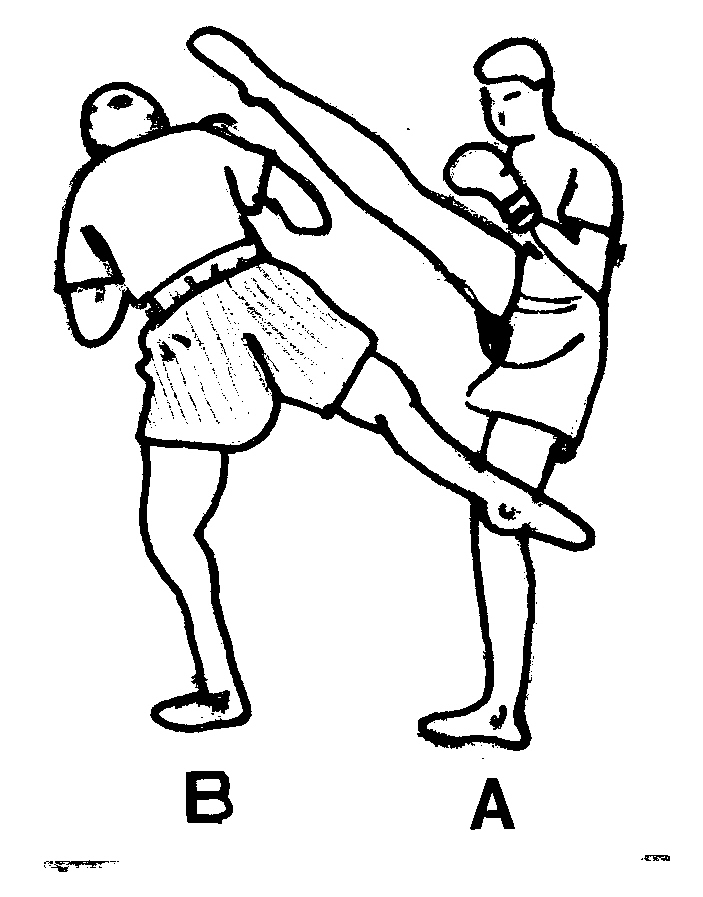
Colpo di contro in linea bassa su un attacco in calcio semicircolare in linea alta